# Burgstall Tschirn
Der Burgstall Tschirn ist eine ehemalige mittelalterliche Höhenburg auf dem Hammerberg über der Dober bei Tschirn im Landkreis Kronach in Bayern, Deutschland. Von der heute fast vollständig abgegangenen kleinen Burg hat sich nur noch der Kernhügel mit umlaufenden Graben und Wällen erhalten. Geschichtlich ist über die Burg nichts bekannt, auch archäologische Funde sind nicht bekannt. Heute ist die Stelle als Bodendenkmal D-4-5534-0004 „Mittelalterlicher Burgstall“ vom Bayerischen Landesamt für Denkmalpflege erfasst.

## Geografische Lage
Die heute vollständig bewaldete Burgstelle liegt etwa 1000 Meter westnordwestlich der katholischen Pfarrkirche Sankt Jakobus in 560 m ü. NHN Höhe auf dem spornartigen südlichen Ende des Hammerberges. Der langgestreckte Berg wird durch das Tal der Dober im Westen begrenzt, an der Ostseite, der „Mordseite“, durch das Tal eines kleinen namenlosen Baches. Der Burgstall befindet sich am unteren Drittel des Berghanges, der hier durch den Bachzwickel gebildet wird. Nach Norden steigt das Geländes des Hammerberges bis auf über 600 m ü. NHN an, anschließend sogar noch weiter bis auf knapp 700 m ü. NHN.

## Beschreibung
Die Burgstelle liegt verteidigungstechnisch ungünstig fast schon am Fuß des Hammerberges, nur rund 15 bis 20 Höhenmeter über der Niederung des Doberbaches. Das nördliche Vorgelände überhöht den Burgstall bis um etwa 50 Höhenmeter. Die in etwa rechteckige Grundfläche des Kernhügels der ehemaligen Burg misst von Nord nach Süd rund 30 Meter, von Ost nach West maximal 14 Meter. Zum ansteigenden und überhöhten Vorgelände im Norden der Burganlage wurde ein Abschnittsgraben an der Nordseite des Kernhügels als Annäherungshindernis angelegt. Dieser Graben ist noch acht Meter breit, drei Meter tief und rund 30 Meter lang. Zusätzlich wurde an dieser gefährdeten Seite auf dem Kernhügel ein Wall angelegt. Der Wall weist noch eine Breite von 3 bis 3,5 Meter auf, die Höhe von der Kernhügelfläche aus beträgt noch 1,5 Meter.
Der Abschnittsgraben biegt an seinem West- sowie an seinem Ostende je nach Süden um, und umzieht somit den gesamten Kernhügel. An der West-, der Süd- und der Ostseite wurde dem Graben zusätzlich ein Außenwall vorgelegt. Dieser Wall ist bis zu fünf Meter breit, seine Sprunghöhle, also die Höhendifferenz zwischen Wallkrone und Grabensohle beträgt im Nordteil bis 1,7 Meter, an der Südspitze bis zu 2,2 Meter. Unmittelbar vor dem westlichen Außenwall verläuft heute ein Forstweg entlang des Bergrückens auf den Hammerberg hinauf.
Die Oberfläche des Kernhügels ist heute stark verwühlt, Reste der einstigen Bebauung haben sich obertägig nicht erhalten.